# レブ・サンティリャン
レブ・サンティリャン（Rev Santillan、1977年5月24日 - ）は、フィリピン出身のプロボクサー。第26代・第28代・第30代・第33代OPBF東洋太平洋ウェルター級王者。イロイロ州イロイロ市ハロ地区出身。身長180cm。石神井スポーツボクシングジム所属。
OPBF東洋太平洋ウェルター級王座の獲得回数歴代1位の4度という記録を持つ。

## 来歴
1995年12月17日、マニラでプロデビュー戦を行い、4回判定勝ち。
1999年5月14日、セブ州サンレミジオでフィリピンPBFウェルター級王者タタ・レガトゥナと対戦し、2回TKO勝ちを収め王座を獲得した。
1999年7月31日、セブ州マンダウエでタタ・レガトゥナと再戦し、1回2分44秒TKO勝ちを収め初防衛に成功した。
2000年1月29日、セブ州セブ市でジョンジョン・パクインとフィリピンGABスーパーライト級王座決定戦を行い、5回TKO勝ちを収め王座を獲得した。
2000年7月7日、セブ市のセブ・コロシアムでレイ・ペロニアと対戦し、3回TKO勝ちを収め初防衛に成功した。
2001年1月26日、セブ市のウォーターフロント・セブシティ・ホテル・アンド・カジノでOPBF東洋太平洋ウェルター級王者尹錫玄と対戦し、12回2-1（114-111、115-109、111-113）の判定勝ちを収め王座を獲得した。
2001年8月1日、愛知県名古屋市の名古屋国際会議場で渡辺博と対戦し、12回1-1（115-115、115-117、117-111）の引分で初防衛に成功した。
2001年9月24日、神奈川県横浜市の横浜アリーナで呉健司と対戦し、6回2分8秒TKO勝ちを収め、2度目の防衛に成功した。
2002年4月17日、セブ市のウォーターフロント・セブシティ・ホテル・アンド・カジノで崔龍和と対戦し、4回46秒KO勝ちを収め3度目の防衛に成功した。
2002年10月14日、小牧市のパークアリーナ小牧で渡辺博と対戦し、プロ初敗戦となる12回1-2（114-116、113-116、117-112）の判定負けを喫し4度目の防衛に失敗、王座から陥落した。
2003年12月14日、南レイテ州マーシン市でクリストファー・サルディとフィリピンPBFウェルター級王座決定戦を行い、8回1分14秒TKO勝ちを収めPBF王座を再獲得した。
2004年4月25日、小牧市のパークアリーナ小牧でOPBF東洋太平洋ウェルター級王者渡辺博と対戦し、12回2-1（116-112、115-113、114-116）の判定勝ちを収めOPBF王座再獲得に成功した。
2004年8月7日、大阪府大阪市浪速区の大阪府立体育会館で丸元大成と対戦し、12回3-0（118-112、118-114、117-111）の判定勝ちを収め初防衛に成功した。
2005年3月19日、東京都文京区の後楽園ホールで日高和彦と対戦し、4回2分41秒TKO負けを喫し2度目の防衛に失敗、王座から陥落した。
2005年12月3日、後楽園ホールでOPBF東洋太平洋ウェルター級王者日高和彦と対戦し、8回59秒KO勝ちを収め王座返り咲きに成功した。
2006年4月20日、後楽園ホールで山口裕司と対戦し、12回1-2（113-114、113-115、115-112）の判定負けを喫し初防衛に失敗、王座から陥落した。
2007年2月、日本の石神井スポーツボクシングジムに移籍。
2007年7月14日、兵庫県尼崎市の尼崎市総合文化センターでOPBF東洋太平洋ウェルター級王者丸元大成と対戦し、6回2分12秒TKO勝ちを収め王座再獲得に成功した。
2008年2月16日、東京都文京区の後楽園ホールで佐々木基樹と対戦し、7回2分43秒TKO負けを喫し初防衛に失敗、王座から陥落した。
2008年7月15日、後楽園ホールで池田好治と対戦し、7回1分52秒TKO勝ちを収め再起に成功した。
2008年12月6日、後楽園ホールでOPBF東洋太平洋ウェルター級王者佐々木基樹と対戦し、7回2分43秒TKO負けを喫しOPBF王座の5度目の獲得に失敗した。
2009年7月7日、後楽園ホールで吉田真（宮田）と対戦し、4回1分32秒KO負けを喫した。
2010年3月12日、後楽園ホールで海老根範充（国際）と対戦し、2回2分59秒TKO勝ちを収めた。
2010年6月25日、後楽園ホールで十二村喜久（角海老宝石）と対戦し、1-2（75-78、75-78、77-76）の判定負けを喫した。

## 獲得タイトル
- フィリピンPBFウェルター級王座
- フィリピンGABスーパーライト級王座
- 第26代OPBF東洋太平洋ウェルター級王座（防衛3）
- 第28代OPBF東洋太平洋ウェルター級王座（防衛1）
- 第30代OPBF東洋太平洋ウェルター級王座（防衛0）
- 第33代OPBF東洋太平洋ウェルター級王座（防衛0）